# Diversispora
Diversispora är ett släkte av svampar. Diversispora ingår i familjen Diversisporaceae, ordningen Diversisporales, klassen Glomeromycetes, divisionen Glomeromycota och riket svampar.
| Diversispora | \| \| Diversispora spurca \| \| \| \| |
|              | \| \| Diversispora spurca \| \| \| \| |
|              | Diversispora spurca                   |
|              |                                       |

|  | Diversispora spurca |
|  |                     |